# أندرز ريدبيرغ
أندرز ريدبيرغ (بالسويدية: Anders Rydberg) (3 مارس 1903) لاعب كرة قدم سويدي راحل كان يجيد اللعب في خط حراسة المرمى.
لعب طوال مسيرته الرياضية في غوتبورغ أتليت.
شارك مع منتخب السويد في بطولة كأس العالم 1934 في إيطاليا حيث خرج من الدور الربع النهائي.

## مسيرته الكروية
لعب أندرز ريدبيرغ خلال مسيرته الاحترافية مع نادِ واحدٍ في 13 موسمًا ولم سجل خلالها أي هدف ضمن 282 مباراة. ولم يفوز بأي موسم بالكأس وفاز موسم واحدًا بالدوري.
خاض أندرز ريدبيرغ مسيرته مع نادي غوتبورغ في موسم 1924–25 ليلعب معه ثلاثة عشر موسمًا، مشاركًا في 282 مباراة ولم يسجل أي هدف.

## وصلات خارجية
- أندرز ريدبيرغ على موقع الاتحاد الدولي (مؤرشف)  (الإنجليزية)
- أندرز ريدبيرغ على موقع اتحاد السويد (السويدية)
- أندرز ريدبيرغ على موقع قاعدة بيانات كرة القدم.إي يو (الإنجليزية)
- أندرز ريدبيرغ على موقع ناشيونال فوتبول تيمز (الإنجليزية)
- أندرز ريدبيرغ على موقع عالم كرة القدم.نت (الإنجليزية)
- هذا سيرة ذاتية